# Смртождери
У свету Харија Потера смртождери (енгл. Death Eaters) су чаробњаци и вештице предвођени мрачним чаробњаком Лордом Волдемором. Они су покушали да створе нови ред кроз Министарство магије, изазивајући велики страх међу заједницом чаробњака, убијајући све оне који су им се нашли на путу. Смртождери су се препознавали по мрачном белегу који су имали на левој руци, знак који је стављао Волдемор како би призвао сваког смртождера када су му били потребни. Они се облаче у црне огртаче са капуљачом, а на лицу носе маску како их људи не би препознали. 

## Познати смртождери

### Лудовик (Лудо) Торбар
Сумњано да је био смртождер, али се испоставило да није.

### Креб Старији
Отац Винсента Креба, распоређеног у Слидерин, 1991.

### Бартемијус (Барти) Чучањ Млађи
Побегао из Аскабана, употребио вишесоковни напитак да би имитирао проф. Ћудљивка и дошао до Харија. Дат му је Дементоров пољубац

### Антонин Долохов
Ухваћен.

### Гојл Старији
Отац Грегорија Гојла, распоређеног у Слидерин, 1991.

### Игор Каркароф
Игор Каркароф (енгл. Igor Karkaroff) био је бивши смртождер и директор Дурмстранга, једне од три школа које су учествовале на Трочаробњачком турниру (поред Хогвортса и Бобатонса). Пре него што је постао директор, био је смртождер све док га није ухватио аурор Аластор "Лудооки" Ћудљивко. У замену за слободу, открио је имена других смртождера, због чега су га мрзили. Након Волдеморовог повратка, током Трочаробњачког турнира, Игор бежи и успешно се скрива годину дана.
У шестој књизи, Хари Потер и Полукрвни Принц, сазнаје се да је Каркароф пронађен мртав у страћари. Сумња се да су га убили други смртождери пошто је изнад страћаре пронађен Мрачни знак.
У филмској адаптацији, Хари Потер и Ватрени пехар лик Игора Каркарофа тумачи српски глумац Предраг Бјелац.

### Волден Мекнер
Сада извршилац за Комитет Збрињавања Опасних Животиња.

### Луцијус Мелфој
Луцијус Мелфој (енгл. Lucius Malfoy) је измишљени лик из серије романа о чаробњаку Харију Потеру. Он је смртождер који са својом женом Нарцисом има сина Драка Мелфоја. Школовао се у Хогвортсу, где је постао префект Слитерин. Његово мишљење, као и мишљење већине слитеринаца, је да деца из нормалских породица и полукрвни не био требало да се школују на Хогвортсу. Придружио се смртожерима и постао веома одан Лорду Волдемору. Учествовао је и у првом чаробњачком рату на страни смртождера. У филмовима, тумачи га Џејсон Ајзакс.

### Мулсибер
Специјалиста за Империус клетву

### Нот
Отац Нота, распоређеног 1. септембра 1991, кућа непозната

### Питер Петигру
Питер Петигру (енгл. Peter Pettigrew), познат као Црвореп (енгл. Wormtail), је једини познати смртождер који није био у хогвортској кући Слитерин (био је у Грифиндору). У Хогвортсу је био близак пријатељ са Џејмсом Потером, Сиријусом Блеком и Ремусом Лупином. Уз помоћ Џејмса и Сиријуса постао је анимагус са способношћу да се претвори у пацова. Након што је напустио Хогвортс, придружио се смртождерима и постао је Волдеморов шпијун у Реду феникса чији је такође био члан. Када су Потерови сазнали да је Хари Потер Волдеморова мета, Црвореп је постао њихов чувар тајне, међутим он их је одао. Сиријус Блек је лажно оптужен за издају као и за убиство Црворепа и још дванаест нормалаца које је Питер убио током свог бекства. Питер Петигру се крио дванаест година у форми пацова, као кућни љубимац Персија, а касније Рона Визлија. Визлијеви су га звали Крастица (енгл. Scabers). У овој форми недостајао му је један ножни прст јер га је још док је био у људској форми одсекао како би окривио Сиријуса Блека за његово убиство.
Иако се Питер Петигру појављује у прве две књиге у форми пацова Крастице, његов прави идентитет остаје непознат све до трећег дела где је главни антагониста. Када се у Дневном пророку појавила фотографија породице Визли, Сиријус Блек препознаје Питера (пацов који није имао један прст) и бежи из Аскабана. Сиријус Блек и Ремус Лупин се суочавају са Петигруом у Вриштећој колиби, али их је Хари спречио рекавши да треба да га предају Министарству магије како би се доказало да је Сиријус невин. Петигру је касније побегао када је Лупин почео да се трансформише у вукодлака.
Црвореп се вратио у службу Волдемора и проналази га у шумама Албаније где му је помогао да уз помоћ напитка који је у себи садржао змијски отров створи себи неку врсту полутела. На крају књиге Хари Потер и Ватрени пехар, Црвореп убија Седрика Дигорија по Волдеморовој наредби и прави сложени напитак за повратак Волдемора чији је један од састојка и његова рука (месо слуге). По повратку у телесни облик, Волдемор као награду даје Црворепу сребрну руку.
У књизи Хари Потер и реликвије Смрти Питер Петигру има задатак да чува затворенике у подруму куће Мелфојевих. Када су се затвореници дали у бекство, Црвореп је почео да дави Харија, али Хари га је подсетио да му он дугује услугу јер му је поштедео живот у Вриштећој колиби. Црвореп у једном тренутку оклева, због чега се сребрна рука окренула против њега и задавила га као казну због његовог сажаљења.
У филмској адаптацији серијала Хари Потер лик Питера Петигруа као одраслог тумачи Тимоти Спол, а као тинејџера Чарлс Хјуз.

### Август Руквуд
Шпијун у министарству, радио на Одељењу Мистерија. Стари пријатељ Лудо Торбаровог оца.

### Еван Росијер
Убијен од стране Аурора 1980.

### Северус Снејп
Дупли шпијун за Ред Феникса. Изгледа потпуно прекинуо везе са смртождерима. У шестој књизи убио Дамблдора по његовом наређењу.

### Треверс
Убио Мек Кинонсе

### Вилкс
Убијен од стране Аурора 1980.

### Кероуови
Брат и сестра, Амикус и Алекто. Присуствовали Дамблдоровој погибији. Када је Волдемор преузео Хогвортс, били су наставници.

### Лестрејнџови
Мучили Лонгботомове. Белатрикс Лестрејнџ је један од Волдеморових најватренијих присталица.

### Белатрикс Лестрејнџ
Белатрикс „Бела“ Лестрејнџ (девојачко Блек) (енгл. Bellatrix "Bella" Lestrange, Black), први је женски смртождер представљен у књигама, и остала је једина жена смртождер до шесте књиге Хари Потер и Полукрвни Принц. Описано је да је Белатрикс у младости била прелепа жена, а већину од своје лепоте изгубила је у Аскабану, али су остали трагови њене некадашње лепоте. Као резултат њеног тринаестогодишњег боравка у Аскабану, описана је као прилично луда и ментално неуравнотежена жена, која је фанатично верна свом господару Лорду Волдемору. Упркос њеној неуравнотеженој личности, Белатрикс је изузетно моћна вештица и знатно интелигентнија од многих других смртождера, али и добрих ликова.
Белатрикс је рођена 1951. године као најстарија кћерка Сајгнуса Блека и Друеле Росијер, и има две млађе сестре, Нарцису и Андромеду. Такође је блиска рођака Сиријусу и Регулусу Блеку, као и тетка Нимфадоре Тонкс и Драка Мелфоју. Белатрикс се пет година након што је завршила Хогвортс удала за Родолфуса Лестрејнџа, „јер је од ње очекивано“ да се уда за Чисторквног. Међутим, у једном интервјуу, ауторка књига Џ. К. Роулинг је рекла да је Белатрикс заправо истински волела Волдемора. Заиста, Белатрикс делује веома независна од свог мужа, и никад се заправо не појављује уз њега у књигама. У књигама је сугерисано како је, док је била на Хогвортсу, била део Слидеринаца који су готово сви до једног постали смртождери. Вероватно је Белатрикс толико одана Волдемору јер с њим дели мишљење да Нормалци и Блатокрвни нису достојни живљења и у то да Чистокрвни треба да имају превласт. Белатрикс, њен муж и њен зет били су активни смртождери, а Белатрикс и Родолфус били су ухваћени при покушају да врате свог господара на власт и заточени у Аскабану.
У књизи Хари Потер и Ватрени пехар, Роулинг је користила Дамблдорово сито-за-мисли да би се открило да је Белатрикс ухваћена заједно с групом смртождера - Бартијем Чучњем Млађим, Родолфусом и својим девером Рабастаном Лестрејнџом - док је изводила Болну клетву на Аурорима Френку и Алиси Лонгботом, у намери да открију Волдеморово склониште након његовог пада. Међутим, ухапшени су и спроведени у Аскабан. У тој истој књизи, Волдемор је по свом повратку рекао да су Лестрејнџови његове најверније слуге.
У петом делу, Хари Потер и Ред феникса, Белатрикс убија Харијевог кума Сиријуса Блека у Министарству магије. Волдемор је њој поверио да чува његов хоркрукс, шољицу Хелге Хафлпаф, иако није знала његову праву природу, као и мач Грифиндора (додуше копију) у њеном сефу у Гринготсу. У палати Мелфојевих, Белатрикс открива да Хари, Рон и Хермајони имају прави мач, и она сумња да су они провалили у њен сеф, зато мучи Хермајони Болном клетвом. Амникус Кероу у једном делу каже како је Волдемор сурово казнио Белатрикс и Мелфојеве јер су им Хари, Рон и Хермајони побегли. У бици за Хогвортс, Белатрикс убија Тонкс. Након тога, она се истовремено бори са Хермајони, Џини и Луном, али им је равна и оне не успевају да је поразе. Белатрикс шаље једну убитачну клетву Џини, али она успева да је избегне. Након тога, Моли Визли започиње борбу на живот и смрт са Белатрикс. Моли Визли на крају баца чин која погађа Белатрикс право у груди и она бива убијена.
Хелена Бонам Картер је тумачила Белатрикс у филму Хари Потер и Ред феникса, и тумачи је у преосталим филмовима.

### Фенрир Сури
Фенрир Сури је измишљени лик из серије романа о Харију Потеру. Најопаснији је живи вукодлак и настоји да угризе и зарази што већи број људи, да би вукодлаци надвладали чаробњаке. Био је присталица  Волдемора, коме је чинио услуге у замену за плен. 
Сури је угризао Ремуса Лупина, док је још био дечак и од њега је направио вукодлака.